# Рейш, Бруно Эрихович
Бруно Эрихович Рейш (1927—1992) — заслуженный врач, отличник здравоохранения КазССР.

## Биография
Родился в 1927 году в Ростове-на-Дону в семье врачей. Окончил Алма-Атинский медицинский институт в 1950 году. Главный хирург Талды-Курганского областного отдела здравоохранения.
С 1962 года работает хирургом на Лениногорском полиметаллическом комбинате в Восточно-Казахстанской области, заведующий санитарным отделом, а с декабря 1962 года — заведующий хирургическим отделением областной больницы и главный хирург области. Ввел в практику операции на сердце и спас сотни человек.
Бруно Эрихович внес значительный вклад в становление и развитие хирургии в Восточно-Казахстанской области. Он воспитал много молодых врачей, в совершенстве знал область и передавал свой опыт.
Занимался общественно-политической деятельностью. Был народным депутатом СССР, решал конкретные экологические проблемы региона, наиболее активно участвовал в создании областного диагностического центра, организатор просветительской работы среди населения.
Награжден орденами Ленина, Трудового Красного Знамени, орденами и медалями. В 1992 году установлена мемориальная доска в честь врача.